# John Rankin Rogers
John Rankin Rogers, född 4 september 1838 i Brunswick, Maine, död 26 december 1901 i Olympia, Washington, var en amerikansk politiker och guvernör i Washington.

## Biografi
John Rogers växte upp i New England under en tid då det talades mycket om Jeffersons idéer, vilket hade starkt inflytande på hans politiska framtid. Han flyttade senare till Södern, där han var redaktör för Kansas Commoner i Wichita i flera år och arbetade som organisatör för jordbrukarorganisationen Farmer's Alliance. Han författade många böcker, pamfletter och artiklar med en populistisk inriktning.
Rogers valdes in i Washingtons parlament, där han bland annat tog initiativ till "Barefoot Schoolboy Act", en lag för delstatlig finansiering för att utjämna stödet till fri skolgång mellan countyn som hade stor skattekraft och de som hade låg sådan.
Han efterträdde John McGraw som guvernör den 11 januari 1897. Han valdes till två på varandra följanden mandatperioder och satt fram till sin död den 26 december 1901. I det första valet var han kandidat för Demokraterna, men i det andra valet ställde han upp för Populistpartiet. Som guvernör stödde han "Barefoot Schoolboy Act". Han efterträddes av republikanen Henry McBride.

## Arv
Den tidigare idrottsplatsen vid Washington State University, Rogers Field, fick namn efter John Rogers 1902, året efter hans död. En eld, som misstänktes vara mordbrand, medförde betydande skador på trästadion i april 1970. Stadion byggdes upp igen och öppnade på nytt 1972, nu under namnet Martin Stadium, efter Clarence D. Martin, den elfte guvernören i Washington (ironiskt nog hade han examen från ett annat universitet, University of Washington). Hans son, Dan Martin, en affärsman i Los Angeles, hade lovat att bidra med $250 000 till återuppbyggnaden, förutsatt att den nya stadion skulle få namn efter hans far.
Såväl John R. Rogers High School i Spokane och Governor John R. Rogers High School i Puyallup har fått namn efter guvernör John Rogers.